# Старчу (Салаж)
Старчу (рум. Stârciu) насеље је у Румунији у округу Салаж у општини Хороату Краснеј. Oпштина се налази на надморској висини од 353 m.

## Становништво
Према подацима из 2002. године у насељу је живело 1023 становника.

### Попис2002.
| Расподела становништва по националности 2002.‍ | Расподела становништва по националности 2002.‍ | Расподела становништва по националности 2002.‍ | Расподела становништва по националности 2002.‍ | Расподела становништва по националности 2002.‍ |
| --------------------------------------------- | --------------------------------------------- | --------------------------------------------- | --------------------------------------------- | --------------------------------------------- |
|                                               |                                               |                                               |                                               |                                               |
| Румуни                                        | Румуни                                        |                                               | 950                                           | 92,9%                                         |
| Мађари                                        | Мађари                                        |                                               | 7                                             | 0,7%                                          |
| Роми                                          | Роми                                          |                                               | 66                                            | 6,5%                                          |